# Platymantis quezoni
Platymantis quezoni es una especie de anfibio anuro de la familia Ceratobatrachidae.

## Distribución geográfica
Esta especie es endémica de Luzón en Filipinas. Se encuentra en Atimonan en la provincia de Quezon a 275 m sobre el nivel del mar.

## Descripción
Los machos miden de 22 a 34 mm y las hembras de 32 a 39 mm.

## Etimología
El nombre de la especie le fue dado en referencia al lugar de su descubrimiento, la provincia de Quezon.

## Publicación original
- Brown, De Layola, Lorenzo, Diesmos & Diesmos, 2015: A new species of limestone karst inhabiting forest frog, genus Platymantis (Amphibia: Anura: Ceratobatrachidae: subgenus Lupacolus) from southern Luzon Island, Philippines. Zootaxa, n.º 4048(2), p. 191–210.